# 보르미오
보르미오(이탈리아어: Bormio, 롬바르디아어: Bormi, 로만슈어: Buorm, 독일어: Worms im Veltlintal)는 이탈리아 북부 알프스의 롬바르디아주 손드리오도에 위치한 인구 약 4,100명의 마을이자, 코무네이다.
발텔리나 상류 계곡의 중심으로 인기 있는 겨울 스포츠 리조트이다. 1985년과 2005년에 알파인 세계 스키 선수권 대회가 열린 곳이었고, 매년 알파인 스키 월드컵이 개최된다. 현대적인 스키 시설 외에도 이 도시는 3개의 온천탕에 물을 공급하기 위해 사용된 여러 온천이 있는 것으로 유명하다.

## 지리
보르미오는 롬바르디아주 지역의 북동쪽, 발텔리나 정상에 있으며, 아다강이 코모 호수로 흘러내리면서 형성된 넓은 빙하 계곡이다. 4개의 패스를 통해 다른 계곡과 연결되어 있다.
- 스텔비오 고개를 통한 남부 티롤
- 움브라일 고개를 통한 발뮈스테어
- 포스카뇨 고개를 통해 리비뇨
- 가비아 고개를 통한 레뇨 다리

## 역사

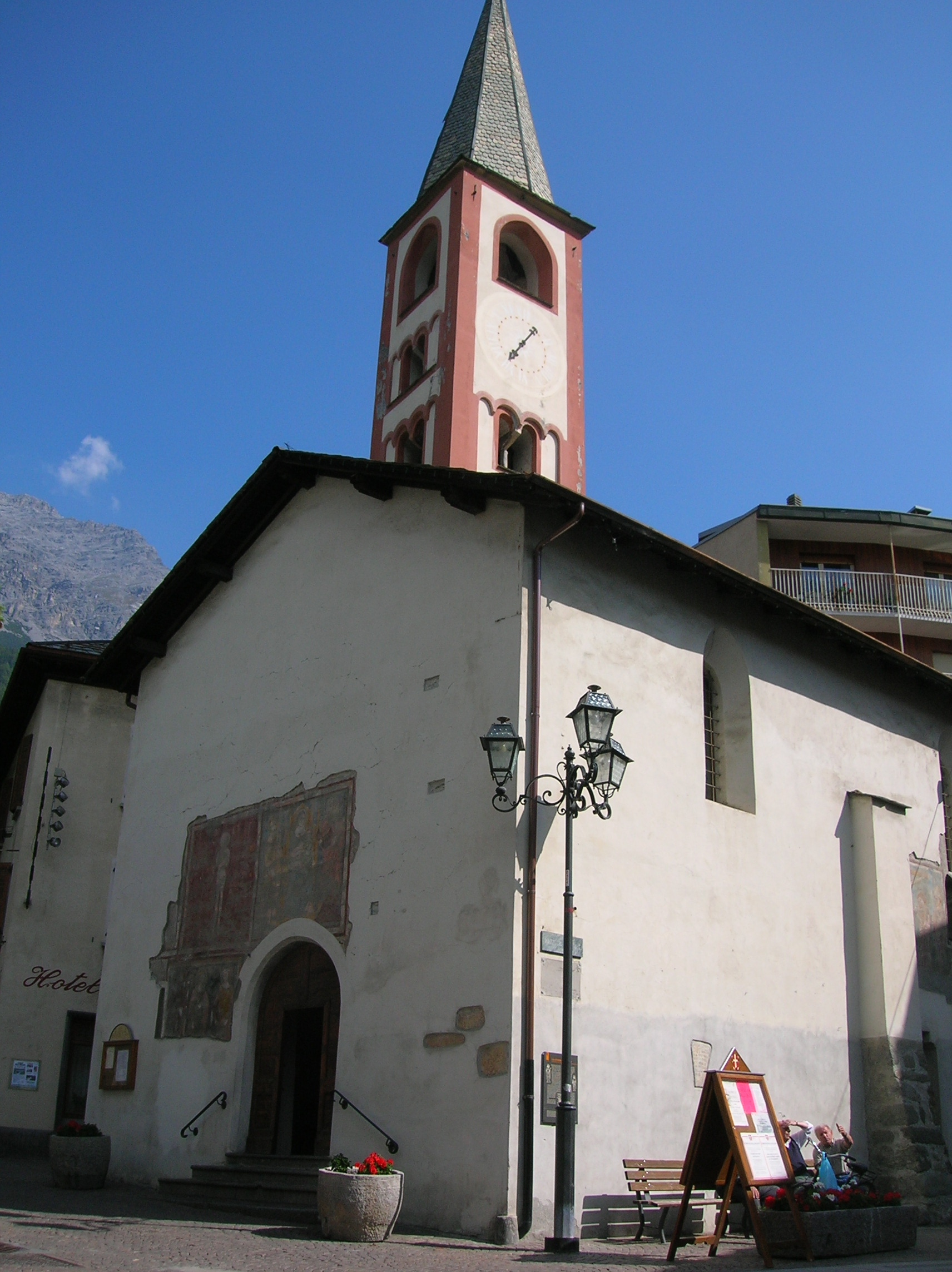
로마네스크 스타일로 12세기 초에 지어진 산 비탈레 교회

바니 베치, 바니 누오비 및 테르메 디 보르미오의 온천탕으로 인해 보르미오는 오랫동안 관광 명소였다. 로마 귀족들은 이미 산의 풍경 속에서 따뜻한 목욕을 즐기기 위해 보르미오를 여행했다. 이 열탕의 대부분은 오늘날에도 여전히 사용되고 있다.
이 도시는 유서 깊은 카보우르 광장(Piazza Cavour)과 베니스에서 스위스로 가는 루트의 유서 깊은 주요 무역 지점인 비아 로마(Via Roma)를 중심으로 한다. 보르미오는 밀라노와 다른 도시에서 주로 이탈리아인을 비롯한 많은 관광객을 끌어들이는 독특한 중세 타운 센터를 유지하고 있다. 그것은 2026년 동계 올림픽에서 알파인 스키를 개최할 것이다.

## 알파인 스키
이 마을은 1985년과 2005년에 FIS 알파인 세계 스키 선수권 대회를 두 번 개최했으며, 둘 다 산타 카트리나 디 발푸르바(Santa Caterina di Valfurva)와 공동 주최했다. 50km의 표시된 스키 코스가 있으며 가장 긴 코스는 6km이며, 15개의 리프트와 여러 스키 학교가 있다.
보르미오는 월드컵 서킷에서 정기적으로 정차하는 곳으로 보통 12월 말에 남자 내리막 경기가 있다. 스텔비오 고개의 이름을 딴 피스타 스텔비오는 세계에서 가장 어려운 내리막 코스 중 하나이다. 그것은 월드컵 서킷에서 스위스 벵겐의 라우베르호른 다음으로 두 번째로 길다.
2017년 12월 월드컵 경기를 위해 스텔비오는 2,255m의 고도에서 시작하여 1,010m의 수직 낙하와 3.27km의 코스 길이를 제공한다. 이탈리아 도미니크 파리의 우승 시간은 2분 미만으로 평균 속도가 100.66km/h이고, 수직 하강 속도가 초당 8.6m 이상이었다.

## 자매도시
- 위에즈, 프랑스, 2005년부터.
- 가흐구, 아제르바이잔, 2014년부터.
- 벨푸이그, 스페인